# Henri Fauconnier
Bernhard Henri Jacques Fauconnier, född 26 februari 1879 i Barbezieux, död 7 april 1973 i Paris, var en fransk författare.
Henri Fauconnier studerade juridik i Bordeaux men avbröt sina studier av familjeekonomiska skäl och begav sig till Singapore, där han först arbetade på en brittisk gummiplantage men startade snart en egen plantage i det inre av Brittiska Malaya. Han deltog i första världskriget men återvände därefter till Asien och fortsatte sin verksamhet som gummiodlare, men tvingades under krisen på gummimarknaden på 1920-talet att lämna sin plantage. Litterärt intresserad sedan ungdomen utnyttjade Fauconnier sina erfarenheter i Asien för en skildring av en fransk äventyrare i Kina, Malaisie, publicerad 1930. Den belönades med Goncourtpriset. Starkt självkritisk kom Fauconnier därefter endast att utge Vision (1938), en samling skisser och noveller, delvis med självbiografiskt innehåll. Fauconniers produktion kännetecknades av psykologiska analyser och en noga planerad stil.